# Винтът
„Винтът“ (на френски: La Vis) е френски късометражен филм от 1993 година, комедия на режисьора Дидие Фламан по негов сценарий в съавторство с Пиер-Ален Мерсие.
В центъра на сюжета е педантичен домашен майстор, който попада на винт без шлиц и отива да търси обяснение за дефекта при производителя. Главните роли се изпълняват от Жан Рено, Франсоа Берлеан, Маите Наир.
„Винтът“ получава награда „Сезар“ и е номиниран за „Оскар“ за късометражен филм.